# Domandario
Domandario è il secondo album del cantautore italiano Leonardo Veronesi, pubblicato il 10 ottobre 2011 dall'etichetta Jaywork.
Testi e musiche sono state realizzate in collaborazione con Paolo Valli e Paolo Martorana, già collaboratori di alcuni singoli del primo album. L'ultimo brano, Le cose che non si vedono, è stato scritto e composto con la collaborazione di Giuseppe Di Marco.

## Tracce
1. A volte – 3:44 (Leonardo Veronesi e Paolo Valli)
2. Bugia – 3:06 (Leonardo Veronesi e Paolo Valli)
3. Boh – 3:44 (Leonardo Veronesi e Paolo Martorana)
4. Portami via – 4:08 (Leonardo Veronesi e Paolo Valli)
5. L'imprevisto – 3:27 (Leonardo Veronesi e Paolo Martorana)
6. Sei tu – 4:04 (Leonardo Veronesi e Paolo Valli)
7. Non è detto – 4:00 (Leonardo Veronesi e Paolo Martorana)
8. Ti vedo – 3:37 (Leonardo Veronesi e Paolo Valli)
9. Dietro le quinte – 3:24 (Leonardo Veronesi e Paolo Valli)
10. Che cosa pensi – 3:19 (Leonardo Veronesi e Paolo Valli)
11. Scaricabarile – 3:44 (Leonardo Veronesi e Paolo Valli)
12. Nel mezzo – 3:48 (Leonardo Veronesi e Paolo Valli)
13. Non ti è capitato mai – 3:20 (Leonardo Veronesi e Paolo Valli)
14. Le cose che non si vedono – 3:34 (Leonardo Veronesi e Giuseppe Di Marco)

Durata totale: 50:59